# Папендорф (Варнов)
Папендорф (нім. Papendorf) — громада в Німеччині, розташована в землі Мекленбург-Передня Померанія. Входить до складу району Росток. Складова частина об'єднання громад Варнов-Вест.
Площа — 22,58 км2. Населення становить 2535 ос. (станом на 31 грудня 2020).